# Ренін-ангіотензинова система
Ренін-ангіотензинова система — сукупність вазоактивних пептидів, які є регуляторами артеріального тиску та водно-сольового обміну організму.

## Механізм функціювання

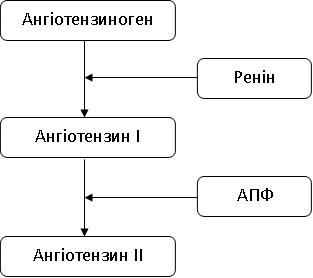
Ренін-ангіотензинова система

Внаслідок зменшення артеріального тиску крові у юкстагломерулярних клітинах нефрону, починає виділятися протеолітичний фермент ренін, що є гормоноподібною речовиною. Під дією реніну з білка α2-глобулінової фракції крові — ангіотензиногену, шляхом обмеженого протеолізу відщеплюється декапептид ангіотензин І, який під дією ангіотензинперетворювального фактора (АПФ) перетворюється на ангіотензин ІІ. Ангіотензин ІІ у свою чергу проявляє вазоконстрикторну дію та стимулює виділення корою наднирників альдостерону, під дією якого збільшується реабсорбція іонів натрію та води у дистальному відділі нефрона, що призводить до збільшення об'єму циркулюючої крові (ОЦК).
Внаслідок збільшення ОЦК та безпосередньої судинозвужувальної дії ангіотензину ІІ зростає артеріальний тиск крові.

## Біохімія
У регуляції тиску і електролітного складу крові провідна роль належить ренін-ангіотензин-альдостероновій системі (РААС). Активація цієї системи відбувається при зниженні об'єму і тиску крові, які реєструються барорецепторами нирок. У відповідь на отриманий сигнал у юкстагломерулярному апараті синтезується протеолітичний фермент — ренін. Він секретується у кров, де взаємодіє із синтезованим у печінці білком — ангіотензиногеном і відщепляє від нього з N-кінця декапептид — ангіотензин I. Цей пептид підлягає додатковому гідролізу під дією іншої протеази — ангіотензинперетворювального ферменту (АПФ), який відщеплює з С-кінця ангіотензину I дипептид з утворенням октапептиду — ангіотензину II, який має потужну фізіологічну активність: він звужує судини, підвищуючи в такий спосіб артеріальний тиск, викликає відчуття спраги, стимулює синтез і секрецію альдостерону і таким чином підвищує осмотичний тиск крові.
Рецептори до ангіотензину II розташовуються на гладком'язових клітинах, клітинах кори надниркових залоз і канальцях нефронів. Передача сигналу в клітини-мішені відбувається через інозитолфосфатидну систему.
Гіпертензивна дія ангіотензину ІІ регулюється також кінінами плазми, які мають здатність підвищувати проникність капілярів і розширювати судини, що сприяє зниженню артеріального тиску. Активність ренін-ангіотензинової системи також тісно пов'язана з утворенням у нирках простагландинів, які змінюють чутливість ниркових клітин до дії певних гормонів.
Низка інших тканин містять незалежні ренін-ангіотензинові системи, які генерують ангіотензин ІІ місцевої дії — це стінки кровоносних судин, матка, плацента та оболонки плода, очні яблука, екзокринна частина підшлункової залози, серце, жирова тканина, кора надниркових залоз.
Альдостерон — гормон кори надниркових залоз, який синтезується з холестеролу. Його органами-мішенями є клітини звивистих канальців нефронів. Альдостерон, як стероїдний гормон, діє через внутрішньоклітинні рецептори, стимулюючи синтез білків-переносників іонів Na+, які забезпечують реабсорбцію останніх із первинної сечі в клітини; білків-переносників К+, здійснюючи екскрецію цих іонів у сечу; Na+-К+-АТФази, що підтримує різницю концентрацій іонів на плазматичній мембрані клітин; ферментів цитратного циклу, що забезпечує утворення АТФ, необхідного для забезпечення енергією органу.
Підвищення осмотичного тиску, викликане альдостероном, є сигналом для секреції АДГ і затримки води в організмі.
Зростання тиску й об'єму крові за механізмом негативного зворотного зв'язку виключає роботу РААС, що супроводжується зниженням секреції реніну, рівня ангіотензину ІІ і альдостерону, вазодилятацією та збільшенням екскреції води та NaCl із сечею.
Включення РААС є екстреною реакцією організму на зменшення об'єму рідини при крововтратах, діареї, блюванні, потовиділенні. При стенозі (звуженні) хоча б однієї ниркової артерії навіть за умови нормального тиску та об'єму крові відбувається раптове збільшення секреції реніну, тиск крові зростає понад норму, розвивається ниркова форма гіпертонії, яку може спричинити також і гіперпродукція альдостерону (гіперальдостеронізм), що виникає внаслідок гіпертрофії клітин клубочкової зони наднирників, яка виробляє альдостерон. Реабсорбція іонів натрію і підвищення їх концентрації в плазмі крові служить сигналом для секреції АДГ і затримки води. Одночасно спостерігається гіпокаліємія, дефіцит іонів магнію і м'язова слабість.
За таких умов інгібітори синтезу простагландинів (індометацин), і β-адреноблокатори (пропранолол), можуть знижувати секрецію реніну, а інгібітори ангіотензинперетворювального ферменту, такі як каптоприл і еналаприл, попереджують перетворення ангіотензину І на ангіотензин ІІ.